# Sebadales de Antequera
Sebadales de Antequera este o arie protejată (arie specială de conservare — SAC, sit de importanță comunitară — SCI) din Spania întinsă pe o suprafață de 272,62 ha, integral marine.

## Localizare
Centrul sitului Sebadales de Antequera este situat la coordonatele 28°31′34″N 16°08′03″W / 28.5261°N 16.1341°V.

## Înființare
Situl Sebadales de Antequera a fost declarat sit de importanță comunitară în octombrie 2006 pentru a proteja 2 specii de animale. Situl a fost protejat și ca arie specială de conservare în septembrie 2011.

## Biodiversitate
Situată în ecoregiunile  și marină macaroneziană, aria protejată conține 3 habitate naturale: Peșteri marine scufundate complet sau parțial, Bancuri de nisip acoperite în permanență slab de apă marină, Recifuri.
La baza desemnării sitului se află mai multe specii protejate:
- mamifere (1): delfin mare (Tursiops truncatus)
- reptile (1): Caretta caretta

Pe lângă speciile protejate, pe teritoriul sitului au mai fost identificate 3 specii de plante, 3 specii de mamifere, 8 specii de nevertebrate.